# ایستگاه گوتاندا
ایستگاه گوتاندا (به ژاپنی: 五反田駅 Gotanda-eki) یک ایستگاه راه‌آهن در شیناگاوا-کو، توکیو است که توسط شرکت راه‌آهن شرق ژاپن، یک خط آهن خصوصی بنام  شرکت راه‌آهن توکیو و متروی توئی اداره می‌شود.